# Jean-Pierre Adams
Jean-Pierre Adams (Dakar, 10 de marzo de 1948-Nimes, 6 de septiembre de 2021) fue un futbolista francés de origen senegalés que jugaba como defensa central. Junto a Marius Trésor, formó la que se conoció como garde noir (en español: "Guardia Negra"), es decir, la defensa central de la selección de fútbol de Francia.

## Biografía
Nacido en Dakar, Senegal, Jean-Pierre Adams fue criado por su abuela senegalesa a quien el amor a la religión católica le lleva en peregrinaje a Montargis, en Loiret, para dejar al joven de ocho años en una escuela religiosa. Los padres adoptivos de buena voluntad y el fútbol le permitirán escapar de la asistencia pública. Adams es un antiguo alumno de la escuela Saint-Louis de Montargis 3.
Se casó con Bernadette Adams en abril de 1969. Su primer hijo, Laurent nació en diciembre del mismo año. Posteriormente entrenó a los menores de 18 años del Fútbol Club Aregno-Calvi, en Córcega. Se convirtió tras pasar un año en la Division d'Honneur de Calvi como jugador. La pareja tiene un segundo hijo, Frédéric.
En Chalon-sur-Saône, desde agosto de 1980, encontró trabajo en el establecimiento Moreau Sports. El 17 de marzo de 1982, cuando tuvo que ser operado por una rotura del tendón de la rodilla, el anestesiólogo se equivocó en las dosis y sumió al internacional francés en estado de coma. El lunes 6 de septiembre de 2021 en la noche falleció luego de casi 40 años en estado de coma. Tenía 73 años de edad.

### Carrera deportiva
Después de su debut en la Entente Fontainebleau con la que fue doble subcampeón de France Amateurs en 1968 y 1969, Jean-Pierre Adams, defensa, fichó en Nimes a principios de 1970. Rápidamente explotó cuando el Nimes ascendió en las filas. 1972 será el año de su total revelación desde que acabó subcampeón con los cocodrilos de Gard, ganó la Coupe des Alpes y se incorpora a la selección francesa en un Francia - África. Este zaguero, de 1.78 m, constituye en la selección de Francia con Marius Trésor una formidable bisagra defensiva central apodada "la guardia negra". Al final de su carrera, fichó a finales de julio de 1980 en el FC Chalon.

### Iatrogenia médica
Permaneció en estado de coma desde el 17 de marzo de 1982, debido a una iatrogenia del anestesiólogo del Hospital Edouard Herriot de Lyon, hasta el momento de su muerte, casi cuarenta años después, el 6 de septiembre de 2021.
Durante la operación de los ligamentos de la rodilla la dosis de la anestesia administrada por un anestesiólogo en prácticas fue errónea, lo que le produjo un coma y posteriormente un estado vegetativo del que nunca más despertó, debido a la falta de oxígeno en su cerebro, que fue causada por un infarto, debido a que el tubo de oxígeno le obstruía la vía respiratoria. Desarrolló una encefalopatía anoxo-isquémica crónica irreversible.
El equipo médico fue culpado de la iatrogenia y obligado al pago de una indemnización a la familia.

## Clubes
Listado de clubes en los que jugó:
| Club                | País    | Año       |
| ------------------- | ------- | --------- |
| RC Fontainebleau    | Francia | 1967-1970 |
| Nîmes Olympique     | Francia | 1970-1973 |
| OGC Niza            | Francia | 1973-1977 |
| Paris Saint-Germain | Francia | 1977-1979 |
| FC Mulhouse         | Francia | 1979-1980 |
| FC Chalon           | Francia | 1980-1981 |

## Palmarés

### Títulos amistosos
| Título            | Club            | País  | Año  |
| ----------------- | --------------- | ----- | ---- |
| Copa de los Alpes | Nîmes Olympique | Suiza | 1972 |